# Anelosimus bali
Espèce
Anelosimus bali est une espèce d'araignées aranéomorphes de la famille des Theridiidae.

## Distribution
Cette espèce est endémique de Bali en Indonésie.

## Description
La femelle holotype mesure 2,90 mm.

## Étymologie
Son nom d'espèce lui a été donné en référence au lieu de sa découverte, Bali.

## Publication originale
- Agnarsson, 2012 : Systematics of new subsocial and solitary Australasian Anelosimus species (Araneae: Theridiidae). Invertebrate Systematics, vol. 26, p. 1-16.